# پائولا رگو
دیم ماریا پائولا فیگوئرا رگو و به اختصار پائولا رگو  (به پرتغالی: paw.lɐ ˈʁe.ɣu)  (۲۶ ژانویه ۱۹۳۵ – ۸ ژوئن ۲۰۲۲) هنرمند تجسمی پرتغالی-بریتانیایی است که بیشتر برای آثار نقاشی‌ و چاپ دستی که بر اساس کتاب‌های قصه خلق کرده، شهرت دارد. سبک آثار پائولا رگو از انتزاعی تا بازنمایی طبیعت را شامل می‌شود. در بیشتر آثار او و در دورانهای مختلف هنری‌ رنگ‌ پاستل نسبت به رنگ روغن‌ بیشتر غالب هستند. مضامین بیشتر آثار او اغلب منعکس کننده مفهوم فمینیسم است که با رنگهای بومی و عامیانه زادگاهش پرتغال رنگ آمیزی شده اند. وی در لندن اقامت و فعالیت داشت.
رگو در مدرسه هنرهای زیبای اسلید تحصیل کرد و به همراه دیوید هاکنی و فرانک اورباخ به عنوان یکی از اعضای نمایشگاهی گروه لندن بود. در سال ۱۹۸۹ میلادی، پس از شروع مجدد طرح استخدام هنرمند-مقیم توسط گالری ملی لندن، پس از جوک مک فادین، که اولین هنرمند به عنوان هنرمند-مقیم در سال ۱۹۸۱ میلادی بود  رگو به عنوان دومین نفر در این گالری انتخاب شد.

## حرفه
اولین آثار رگو در سال ۱۹۵۴ م. در دوران دانشجویی‌اش و توسط سفارش پدرش داده شد که مجموعه‌ای از نقاشی های دیواری در ابعاد بزرگ به عنوان تزئین سالن غذاخوری در کارخانه برق وی بود، اما با اینحال فعالیت هنری رگو عملاً و به صورت جدی در اوایل سال ۱۹۶۲  و در زمانی که  با گروه لندن همکاری کرد آغاز شد. گروه لندن،  یک سازمان هنری قدیمی بود که دیوید هاکنی و فرانک اورباخ را در میان اعضای خود داشت. در سال ۱۹۶۵، وی برای شرکت در یک نمایشگاه گروهی با نام شش هنرمند، در موسسه هنرهای معاصر ICA در لندن انتخاب شد. در همان سال او اولین نمایش انفرادی خود در موزه هنرهای ملی در لیسبون را برگزار کرد. او همچنین نماینده پرتغال در دوسالانه هنر سائوپائولو در سال ۱۹۶۹ بود. بین سال‌های ۱۹۷۱ و ۱۹۷۸، او هفت نمایشگاه انفرادی در پرتغال، لیسبون و پورتو داشت و سپس مجموعه‌ای از نمایشگاه‌های انفرادی در بریتانیا، از جمله در گالری AIR در لندن در سال ۱۹۸۱، آرنولفینی در بریستول در سال ۱۹۸۳ و گالری ادوارد توتا در سالهای ۱۹۸۴، ۱۹۸۵ و ۱۹۸۷ در بریتانیا را برگزار کرد.
در مارس ۲۰۱۷، رگو موضوع مستند بی‌بی‌سی با نام پائولا رگو، رازها و داستان‌ها و به کارگردانی پسرش نیک ویلینگ بود.
رگو در زمان وفاتش نمایشی در گالری ویکتوریا میرو  و گالری کریستیا رابرتز داشت. آثار هنری وی را می‌توان در بسیاری از موسسات دولتی و غیر دولتی و خصوصی در سراسر جهان مشاهده کرد. ۴۳ اثر او در مجموعه شورای بریتانیا،  ده اثر در مجموعه شورای هنر انگلستان ،  و ۴۸ اثر در گالری تیت ، لندن موجود است.

### حقوق زنان و سقط جنین
رگو در بیشتر دوران هنری و کاری خود بر حقوق زنان و سقط جنین متمرکز بود. او که منتقد جنبش ضد سقط جنین بود، از موضوع سقط جنین به عنوان نقطه کانونی در بسیاری از آثار هنری خود استفاده کرد. رگو با جرم انگاری سقط جنین مخالف بود و اذعان داشت که جنبش ضد سقط جنین زنان را جرم انگاری می کند و در برخی موارد زنان را وادار می‌کند تا راه حل های خیابانی بالقوه و مرگبار را انتخاب کنند. او همچنین معتقد بود که این امر به طرز نامتناسبی بر زنان فقیرتر جامعه تأثیر می گذارد، زیرا برای ثروتمندان آسان تر است که سقط جنین ایمن (بدون توجه به قانون) پیدا کنند و می‌توانند برای انجام این عمل به خارج از کشور سفر کنند.
رگو مجموعه‌ای هنری با نام بدون عنوانː پاستلهای سقط جنین را خلق کرد. این مستندسازی تصویری از سقط جنین زنان، واکنشی به همه‌پرسی پرتغال درباره سقط جنین در سال ۱۹۹۸ میلادی بود. او ده اثر پاستلی را در ژوئیه ۱۹۹۸ آغاز و آنها را طی تقریباً شش ماه تا فوریه ۱۹۹۹ به اتمام رساند. هرچند این قانون تصویب نشد اما هدف از این همه پرسی قانونی کردن سقط جنین بود. رگو احساس خشم خود را از نتیجه این همه‌پرسی با عنوان نتیجه‌ای از ریاکاری کامل ابراز کرد.  این مجموعه پاستلی تصاویری از زنان را در موقعیت های مختلفی مانند جنین، چمباتمه زدن و غیره نشان می دهد که در حال آماده شدن برای سقط جنین و یا در حال انجام آن و یا در رنج و درد ناشی از این عمل هستند. رگو در مصاحبه‌ای در سال ۲۰۰۲ اظهار داشت:
«این مجموعه از خشم من متولد شد... این باورنکردنیست که زنانی که سقط جنین می‌کنند باید مجرم در نظر گرفته شوند. این موضوع من را به یاد گذشته می‌اندازد... من نمی توانم سرزنش کردن حاصل از این عمل را تحمل کنم. آنچه که هر زن برای انجام آن رنج می برد کافی است. اما همه اینها از گذشته توتالیتر پرتغال ریشه دارد، از همان دورانی که زنان پیشبند می‌پوشیدند و مانند یک زن خانه‌دار خوب مشغول کیک پختن بودند. در پرتغال دموکراتیک امروز هنوز شکل ظریفی ازاین  ظلم وجود دارد... مسئله سقط جنین گوشه‌ای از تمام همان زمینه‌های خشونت‌آمیز است.» 
این نقاشی ها قبل از دومین رفراندوم در مورد سقط جنین در سال ۲۰۰۷ در چندین روزنامه پرتغالی منتشر شدند که نتیجه همه پرسی ۱۹۹۸ را کاملا معکوس کرد. اینگونه برداشت می‌شود که این نقاشی ها به طور قابل توجهی بر نتیجه‌ی این همه‌پرسی تأثیر گذاشته است.
رگو در این مجموعه از دو مفهوم رایج تاریخ هنر غرب به صورت استعاره‌ای استفاده کرد: "نگاه خیره" و "برهنه‌ی دراز کشیده". او از مفهوم «نگاه» با روشی آگاهانه استفاده کرد به این صورت که مخاطب را به چالش می‌کشید تا زن یا دختر در آثار را مستقیماً نگاه کند یا به واسطه حس عذاب از آن دور شود یا چشمانش را از شدت درد ببندد. "برهنه خوابیده" فشار و کشش بین جاذبه جنسی، عمل جنسی و نتایج فیزیکی بعد از آن مانند بارداری و سقط جنین که نتیجه‌ی رابطه جنسی است را نشان می دهد.

## سبک کاری و تاثیرات

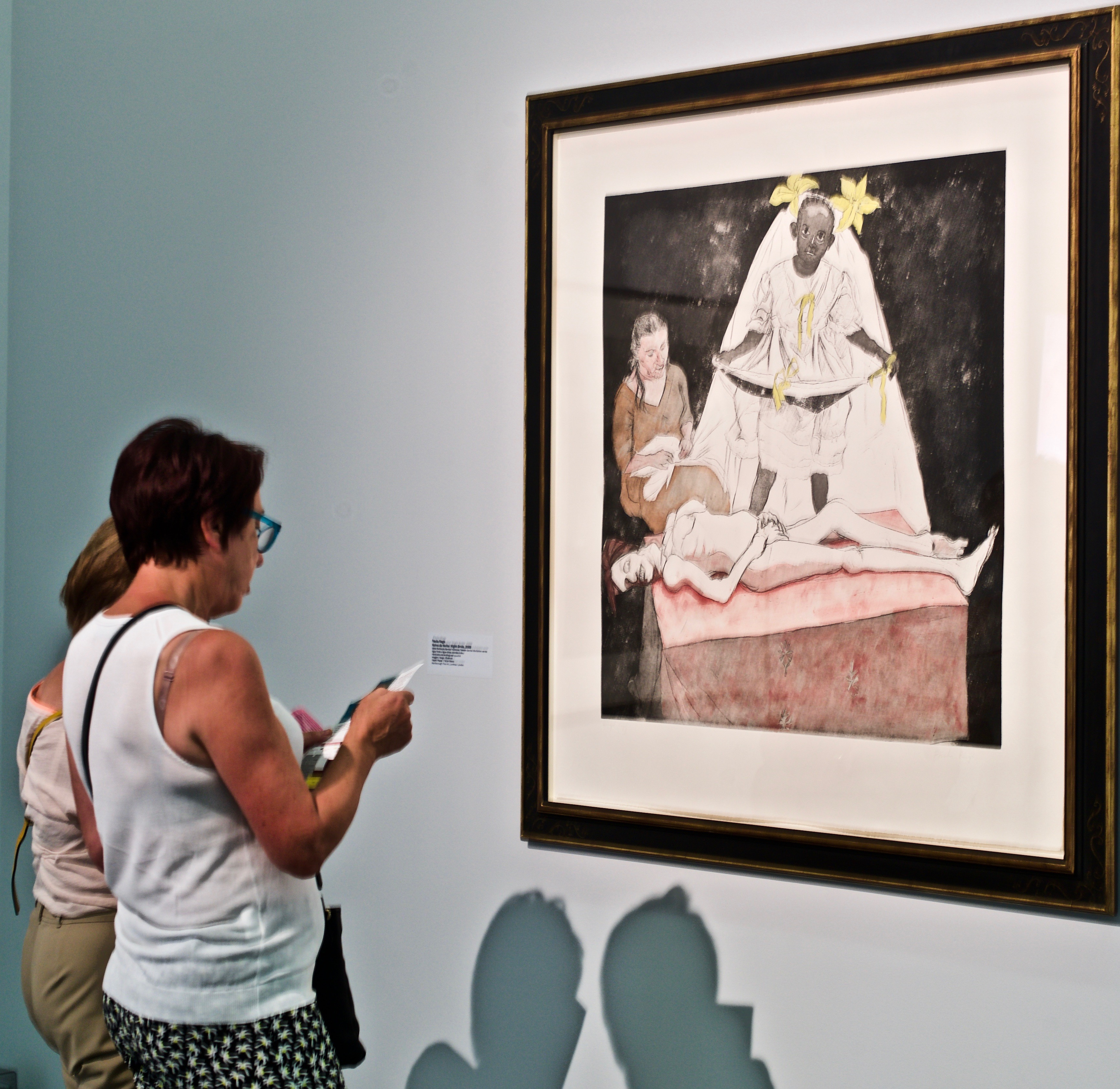
موزه پائولا رگو، کشکایش، پرتغال

رگو  نقاش و چاپگری پرکار بود و در سال‌های اولیه کار حرفه‌ای اش آثار کلاژ نیز تولید می‌کرد. تصاویر معروف او از داستان‌های عامیانه و بومی  و تصاویر دختران جوان، که عمدتاً از سال ۱۹۹۰ خلق شده‌اند، اسلوب نقاشی و چاپ را درکنار هم می‌آورد که برخلاف سبک نرم در نقاشیهای پیشین او باعث ایجاد سبکی با فرم‌های قوی و واضح می‌شد.
او در اولین آثارش، مثل اثر همیشه در خدمت جناب عالی ، که در سال ۱۹۶۱ آن را خلق کرد، به شدت تحت تأثیر سوررئالیسم و به ویژه آثار خوان میرو قرار داشت. این تاثیر نه تنها از نظر بصری در آثارش دیده می‌شد، بلکه در روند خلق اثرش مبتنی بر ایده سوررئالیستی و در اصطلاح طراحی خودکار بود به این صورت که در آن هنرمند سعی می‌کند ذهن خودآگاه را از فرآیند طراحی جدا کند تا به ضمیر ناخودآگاه اجازه دهید تا ساخت یک تصویر را هدایت و تولید کند. گاهی این نقاشی‌ها به سبکانتزاعی نزدیک می‌شدند. با این حال، به طور نمونه در اثر سالازار میهن را بالا می‌آورد (۱۹۶۰)، زمانی که سالازار دیکتاتور جبهه راستی پرتغال در قدرت بود، حتی زمانی که کار او به سمت انتزاع حرکت می کرد، یک عنصر روایی قوی در اثر او دیده می‌شود.

## نمایشگاه های انفرادی

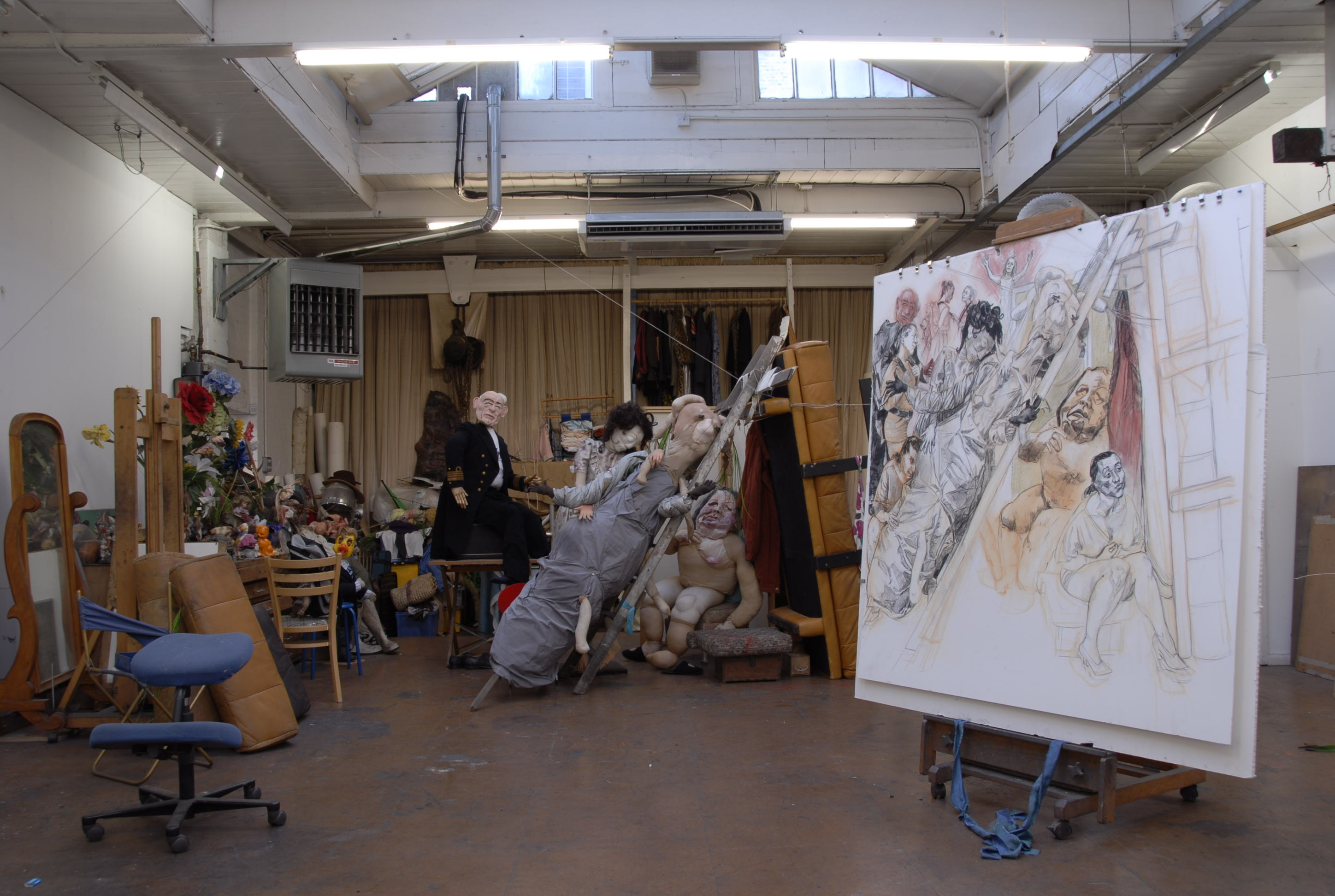
استودیوی هنری پائولا رگو

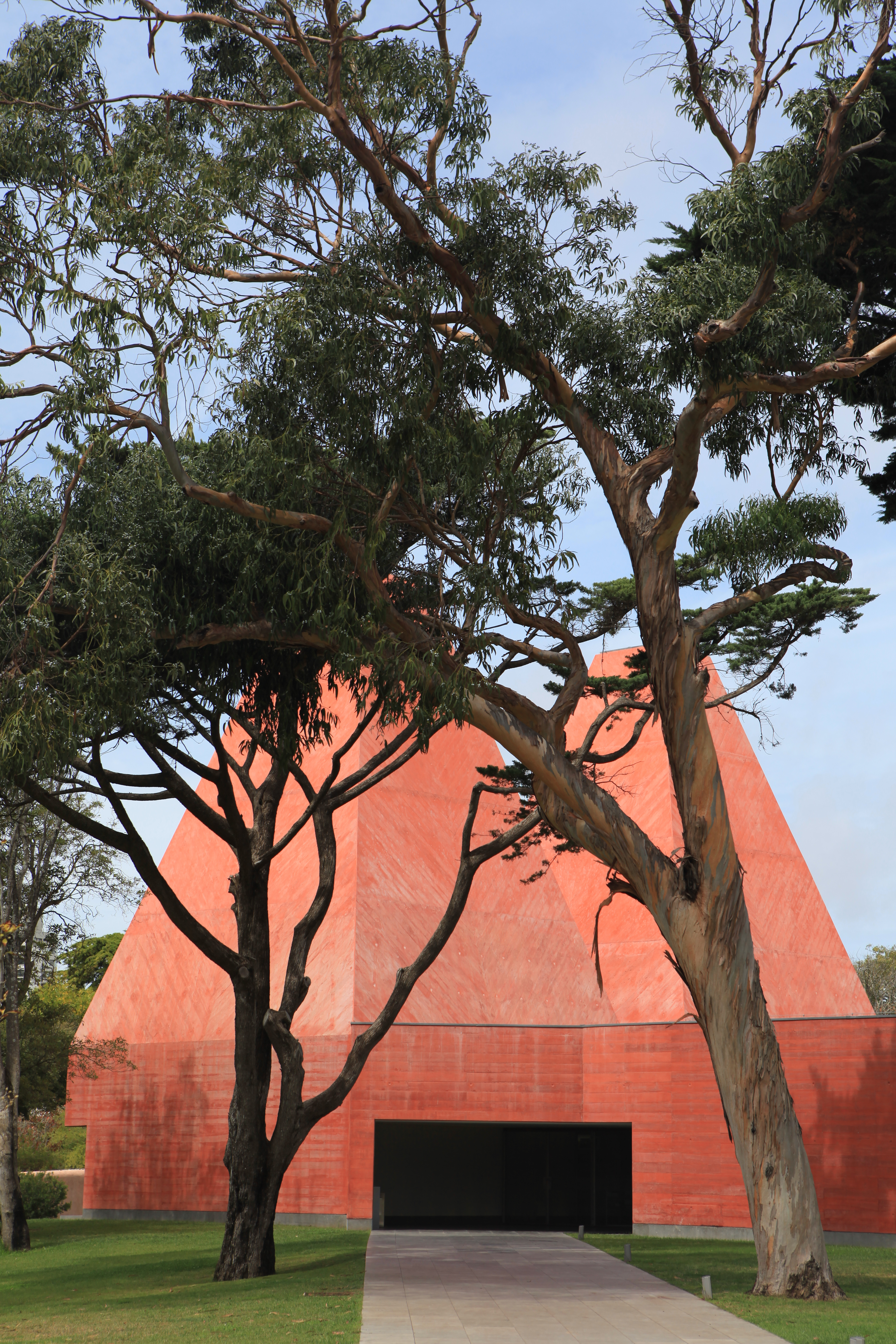
موزه پائولا رگو که با نام "خانه‌ی داستانهای پائولا رگو" نیز شناخته می شود، به عنوان موزه‌ای برای مجموعه گسترده ای از آثار هنری پائولا رگو و همسرش، ویکتور ویلیگ ساخته شد. خود ریگو به شخصه ادواردو سوتو د مورا را به عنوان معمار این پروژه انتخاب کرد. این موزه که در سال ۲۰۰۹ م. افتتاح شد، در شهر ساحلی کشکایش بنا شده‌است.

- انجمن ملی هنرهای زیبا، لیسبون (۱۹۶۵) [۲۴]
- گالری سائو مامده، لیسبون (۱۹۷۱) [۲۴]
- گالریا آلوارز، اوپورتو (۱۹۷۲) [۲۴]
- گالری اماندا، لیسبون (۱۹۷۴) [۲۴]
- ماژول مرکز انتشار هنر، لیسبون (۱۹۷۵) [۲۴]
- ماژول مرکز انتشار هنر، اوپورتو (۱۹۷۷) [۲۴]
- گالریا III، لیسبون (۱۹۷۸ و ۱۹۸۲) [۲۴]
- گالری AIR، لندن (۱۹۸۱) [۲۴]
- گالری ادوارد توتا، لندن (۱۹۸۲، ۱۹۸۴ و ۱۹۸۵) [۲۴]
- آرنولفینی، بریستول (۱۹۸۳) [۲۴]
- گالری اسپیس، آمستردام (۱۹۸۳) [۲۴]
- مرکز هنر پارک ساوت هیل، ناتینگهام (۱۹۸۴) [۲۴]
- کاخ هنر، نیویورک (۱۹۸۵) [۲۴]
- اثر برگزیده ۱۹۸۱-۱۹۸۶ ، مرکز هنری آبریستویث (۱۹۸۷) [۲۴]
- نمایشگاه گذشته نگر، بنیاد کالوست گلبنکیان، لیسبون (۱۹۸۸) [۲۴]
- گالری سرپنتاین، لندن (۱۹۸۸) [۲۴]
- قافیه های پرورشگاه ، گالری گرافیک Marlborough، گالریا III و گالریا ذن (۱۹۸۹)، جشنواره ادبی چلتنهام (۱۹۹۳)، جشنواره ادبیات کاردیف (۱۹۹۵) و گالری دانشگاه، دانشگاه نورثومبریا در نیوکاسل (۱۹۹۶) [۲۴]
- قصه هایی از گالری ملی ، گالری ملی، لندن (۱۹۹۱) [۲۴]
- پیتر پن و داستان های دیگر ، هنرهای زیبای مارلبرو، لندن (۱۹۹۲) [۲۴]
- زنان سگ ، هنرهای زیبای مارلبورو، لندن (۱۹۹۴) [۲۴]
- پائولا رگو ، گالری تیت لیورپول (۱۹۹۷) [۲۵]
- جادوگران پندل و پیتر پن، مرکز هنری میدلند (۱۹۹۸) [۲۴]
- گناهان پدر آمارو ، گالری تصاویر دالویچ، (۱۹۹۸)
- به آنجا و به اینجا ، گالریا III، لیسبون (۱۹۹۸) [۲۴]
- جنگ صلیبی کودکان ، مارلبورو گرافیک، لندن (۱۹۹۹) [۲۴]
- رازهای باز – طراحی ها و حکاکی ها توسط پائولا رگو ، گالری هنر دانشگاه، دانشگاه ماساچوست، ایالات متحده آمریکا (۱۹۹۹) [۲۴]
- خانه سلستینا ، گالری هنری ابوت هال و مرکز هنر بریتانیایی ییل (۲۰۰۱) [۲۴]
- جین ایر ، مارلبورو گالری شرکت (۲۰۰۲) [۲۴]
- گوشه ۲۰۰۴ ، شارلوتنبورگ، کپنهاگ (۲۰۰۳) [۲۴]
- پائولا رگو در فوکوس ، تیت بریتانیا (۲۰۰۴) [۲۶]
- پائولا رگو، موزه ملی مرکز هنر رینا سوفیا (۲۰۰۷) [۲۷]
- پائولا رگو: اطاعت و سرپیچی ، گالری MK، میلتون کینز (۲۰۱۹) [۲۸]
- پائولا رگو: بزرگ‌ترین و جامع‌ترین مروری بر آثار پائولا رگو تا به امروز، تیت بریتانیا، لندن (۲۰۲۱) [۲۹]
- داستان های خرابکارانه، آرنولفینی، بریستول، بریتانیا (۲۰۲۲)
- داستان داستان ها: پائولا رگو، موزه پرا، استانبول (۲۰۲۳)

## واژه نامه
1. ↑  Artist-in-residence
2. ↑  Jock McFadyen
3. ↑  The London Group